# Gwerz
Gwerz fue un grupo de música tradicional bretona, música celta y folk formado en Poullaouen, Bretaña francesa, en 1981. El nombre del grupo hace referencia al gwerz o gwerzioù (en plural), un estilo de canciones de estilo semejante a la balada que cuentan una historia dramática, anecdótica, histórica o mitológica, con el acompañamiento y composiciones musicales tradicionales.

## Historia
Los músicos bretones fundadores del grupo: Erik Marchand (voz, clarinete), Soïg Sibéril  (guitarra), Jacky Molard (violín, bajo), Patrick Molard (binioù, gaita irlandesa, flauta) y Pierre Crépillon (bombarda) tuvieron la idea de crear un grupo de música tradicional bretona alejada del movimiento Fest-noz y centrada en composiciones que contaban una historia para ser escuchada.
Pierre Crépillon abandonó pronto el grupo para unirse a Bleizi Ruz y fue reemplazado por Youenn Le Bihan. Otros tres de sus miembros: Soïg Sibéril, Jacky Molard y Patrick Molard; se unieron a Christian Lemaître y Jean-Michel Veillon, de Kornog, para formar Pennoù Skoulm y durante varios años formaron parte de ambos grupos.
Gwerz publicó su primer disco en 1985, Musique bretonne de toujours..., para el que contaron con la colaboración del percusionista Bruno Caillat. El álbum recibió críticas muy positivas y al año siguiente recibió el premio Triskell d'or como recompensa a la promoción y desarrollo de la música bretona. Este éxito les abrió las puertas a diversos festivales en toda Europa. En 1988 publicaron Au-Delà con el sello discográfico Escalibur, que también editaba los álbumes de Pennoù Skoulm. Este disco fue galardonado con el premio de la Academia Charles-Cros.
En 1989 el grupo suspende sus actuaciones para centrarse en Pennoù Skoulm. Vuelven a la actividad en 1992 con la incoorporación de Gaby Kerdoncuff y Alain Genty y participa en un concierto en Spezet con el que graban su último disco, Live. DEsde entonces la banda ha actuado en contadas ocasiones. En 1996 participó en el Festival de Ortigueira, en 1997 intervienen en el Festival de Ris-Orangis y en 2001 actúa en la Fiesta Celta de Dunkerque y ese mismo año intervienen en el Festival de Deux-Sèvres, acompañados por Jacques Pellen.

## Discografía
- Musique bretonne de toujours... (Dastum, 1985)
- Au-delà... (Escalibur/Coop Breizh 1988)
- Live (Gwerz Pladenn/Coop Breizh, 1993)